# Оксонійіліди
Оксонійіліди (рос. оксонийилиды, англ. oxonium ylides) — хімічні сполуки зі структурою R2O+–C–R2 та 1,3-диполярні сполуки загальної структури R2С=O+–Y–, сюди входять карбоніліміди, карбонілоксиди, карбоніліліди.